# Alaselkä
Alaselkä är en sjö i kommunen Kontiolax i landskapet Norra Karelen i Finland. Sjön ligger 99,8 meter över havet. Arean är 1,46 kvadratkilometer och strandlinjen är 14,95 kilometer lång. Sjön  ingår i Vuoksens huvudavrinningsområde.   Den ligger omkring 43 kilometer norr om Joensuu och omkring 410 kilometer nordöst om Helsingfors. 
I sjön finns öarna Virtasaari, Vasusaaret och Maijansaari. Söder om Alaselkä ligger Enonselkä. 